# 中央广播电视总台网络春节联欢晚会
中央广播电视总台网络春节联欢晚会，简称网络春晚、网晚，是中央广播电视总台于每年除夕夜前播出的年度文艺晚会，在中国中央电视台综合频道、财经频道、综艺频道、中文国际频道、央视网、央视频平台播出。与中央广播电视总台春节联欢晚会不同的是，网络春晚面向的观众群体以年轻人为主，传播渠道也以互联网为主，亦会邀请一些普通民众参与表演节目。
中央广播电视总台网络春节联欢晚会前称为中央电视台网络春节联欢晚会。2018年3月因应深化党和国家机构改革及其后中央广播电视总台的成立，自2019年第9届网络春晚起，节目全称从《中央电视台网络春节联欢晚会》改稱為《中央广播电视总台网络春节联欢晚会》。

## 历届概况

### 第一届（2011年）
2011年1月11日，中央电视台举办首届CCTV网络春节晚会新闻发布会，会上宣布第一届CCTV网络春节晚会共制作6场，每场120分钟，同时发布网络春晚官方网站和晚会吉祥物爱他（她）兔。首场网络晚会主题为“亿万网民大联欢，全球华人大拜年”，于2月3日晚黄金时段在中国中央电视台综艺频道首播，在网络上同步直播。其他5场网络晚会主题分别为“点击幸福”、“上传快乐”、“下载创意”、“共享奋斗”和 “登陆未来”，于2月4日至8日在中国网络电视台网络、手机、IPTV和车载公交电视四大平台和搜狐网播出。观众和网友们在欣赏节目的同时，可以利用微博等互动方式，向自己的亲朋好友拜年，并在晚会现场通过微博墙和愿望拼图等形式，汇集全球观众的多样化祝福。本届网络春晚于国家游泳中心录制。

### 第二届（2012年）
2011年12月16日，中国网络电视台公布2012年CCTV网络春晚的细节。本届网络春晚的口号是“微生活、云幸福”及“亿万网民大联欢，全球华人大拜年”，采用了网络视频连线、微博互动等手段，彰显了“互动性、全球化”的特点。

### 第三届（2013年）
2013年网络春晚主题活动以“我爱中国的N个理由”为总主题，以“我爱家乡的N个理由”等为分主题，整体活动由线上征集、线下活动和主题晚会三部分组成。晚会以“中国梦”为主题，兼顾国际和流行元素，于2013年1月26日举行，中国网络电视台全程网络直播，央视也于春节期间黄金时段进行播出。

### 第四届（2014年）
2014年网络春晚以“网聚正能量，青春中国梦”为主题，以线上征集和联欢会组成两大内容架构，定位于“年轻人的春晚，网友的联欢会”。此届网络春晚首次打造“百家网站联动”模式，以发布“2013网络热度榜”评选结果为主体线索，梳理出一份网络生活价值榜。中国网络电视台于2014年1月30日与百家网站同步直播网络春晚，并实时发布点播内容，央视旗下频道亦会播出网络春晚的精编版。

### 第五届（2015年）
2015年网络春晚于2月11日19点30分在央视网及全国百家网站同步直播。本届网络春晚在各方面彰显创新，主持阵容采取“2+2+1”的主持模式，即任鲁豫、张泉灵担任总主持人，柳岩作为“分享女神”、EXO组合中的张艺兴则担任“分享小王子”与网友互动，另外运用3D虚拟技术打造的主持人“梦娃”为观众送上新年祝福。在登场艺人方面，TFBOYS、FRESH极客少年团、蔡依林、张信哲、王铮亮、郎朗等均有表演，其中由郎朗演奏、音乐爱好者共同合唱的网络虚拟创意歌曲《茉莉花》运用虚拟技术，以“众筹”概念为核心，通过网络发起活动完成合作。

### 第六届（2016年）
2016年网络春晚于2月1日在中国中央电视台综艺频道和中国网络电视台播出。此次晚会以“中国人的互联网生活”为主题，且与生活类手机应用合作，通过“大联欢”的方式展现中国人的互联网生活，亦推出“万福送万家”活动及“实时欢唱”。凤凰传奇、黄子韬、张信哲、潘玮柏等艺人登台演出。

### 第七届（2017年）
2017年网络春晚于1月20日在中国中央电视台综艺频道和央视网播出。

### 第八届（2018年）
2018年网络春晚于2月8日在中国中央电视台综艺频道和央视网播出，以“网筑强国梦 智汇新时代”为主题。出场艺人包括任贤齐、尚雯婕、周笔畅、吉克隽逸、凤凰传奇、候明昊、YHBOYS、ZERO-G男团、BOYSTORY、BEJ48等。此外延续“实时欢唱”环节。

### 第九届（2019年）
2019年网络春晚于1月28日在中国中央电视台综艺频道和央视网播出，是中央广播电视总台成立后举办的首届网络春晚。此次网络春晚以“把爱带回家”为主题，主持人撒贝宁在晚会上与数字孪生版撒贝宁一起互动主持，另外张靓颖也与“中国天眼”团队实现一次跨界合作。

### 第十届（2020年）
2020年网络春晚于1月17日在中国中央电视台综艺频道、央视网、央视新闻客户端、央视频客户端同步播出。本届网络春晚以“我的青春嘉年华”为主题，将技术与创意有机结合，通过新科技、新舞台、新表演形式，展开全方位的新表达。登场艺人包括白举纲、郁可唯、ONER、SING女团、许魏洲、杜江、王森等。

### 第十一届（2021年）
2021年网络春晚于2月4日在中国中央电视台综合频道、央视网、央视频客户端同步播出，主题依然延续2020年的“我的青春嘉年华”。晚会的舞台设计加入了璀璨神秘的“开新魔盒”，呈270度环形，给观众一种沉浸式体验。本届网络春晚中，方锦龙与B站UP主“机智的党妹”、网络红人潇公子同台上演跨次元大秀《开新节拍一起嗨》；三届《这就是街舞》冠军韩宇、叶音和杨凯以央视经典IP主题曲和经典影视元素表演“音乐情景剧”《当我们在看电视时 我们在看什么》；王琳凯改编了《仙剑奇侠传3》的主题曲《偏爱》；清华大学上海校友会艺术团（由刘西拉担任团长）在舞台上翻唱了《少年》；另外蔡徐坤联合中国爱乐乐团演唱了抗疫主题歌曲《山河无恙在我胸》。由外卖小哥组成的“蓝骑士乐队”，“圆梦组合”李佳琦和张韶涵，“她力量”组合薇娅、乃万和VaVa，“声入人心”限定组合余笛、何亮辰和徐均朔、央视记者王冰冰、歌手段奥娟、网络红人丁真，以及陈赫、隔壁老樊等亦有表演节目。

### 第十二届（2022年）
2022年网络春晚于1月25日在中国中央电视台综合频道、央视网、央视频客户端同步播出，由尼格买提、朱广权、王冰冰、郭若天、刘颢玥、罗平章、孙雨朦、孙雨彤、伊拉娜主持。表演嘉宾有周深、大张伟、萧敬腾、王嘉尔、谭松韵、赖美云、孟慧园、周笔畅、刘潇文、刘潆文、杜卡妮、清华大学上海校友会艺术团、华彩少年部分代表、银河艺术团代表庄奕楠、蔡雨桐、梁睿洋等。

### 第十三届（2023年）
2023年网络春晚于1月14日在中国中央电视台综合频道、央视网、央视频客户端同步播出，主题为“一起开新，共造未来”。

### 第十四届（2024年）
2024年网络春晚于2月2日（北方小年）20:00在中国中央电视台综合频道、综艺频道及央视网、央视频等新媒体平台同步播出，于山东省烟台市录制。本届网络春晚表演嘉宾包括希林娜依·高、周九良、大张伟、张信哲、赵馨玥、何洛洛、赵让、徐梦洁、关智斌、王冰冰、许魏洲、段奥娟、常华森、阿朵、于贞、吴启华、许文广、成泰燊、范明、苏运莹、阿云嘎等，“央视boys”组合在本届网络春晚上表演节目《九州神话》。本届网络春晚另设有特别节目《集结吧！网晚开新局》，于当日18:30播出。